# 女皇鎮體育場
女皇镇体育场（英語：Queenstown Stadium）是一個位於新加坡女皇镇的運動場，於1970年11月10日啟用，能容納3,800名觀眾。